# 梅雪堂貞道
梅雪堂 貞道（ばいせつどう さだみち、生没年不詳）とは、江戸時代の京都の浮世絵師。

## 来歴
師系不明。京都の人で作画期は寛保の頃、合羽摺のほか漆絵、また墨摺手彩色による役者絵、風景画の作を残す。上方における役者一枚絵の先駆者といわれている。

## 作品
- 『絵本四季もやう』　※刊行年不明
- 「おひで・辰岡久菊」　細判墨摺手彩色　※寛保2年（1742年）11月、京都北側東角芝居『倭文娥雛形』より
- 「いしべきんきち・荻野伊三郎　ごろんたの三ぶ・藤川平九郎」　細判墨摺手彩色　※寛保3年正月、京都南側芝居『けいせい鶏明鐘』より
- 「ごばんにんぎやう　山崎与次郎所作・嵐松之丞」　細判墨摺手彩色　※寛保3年11月、北側東角芝居『若緑初面箱』より
- 「京大仏八景」　横中判　墨摺筆彩色